# SoundPlayer Lilith
SoundPlayer Lilith（サウンド・プレイヤー・リリス）は、MP3/WMA/OGG/APE/FLAC/MIO/WAVEなどの形式に対応したメディアプレーヤー。
無料で提供されており、ASIO出力も可能な圧縮音楽統合環境ソフトである。